# تاريخ بورتوريكو

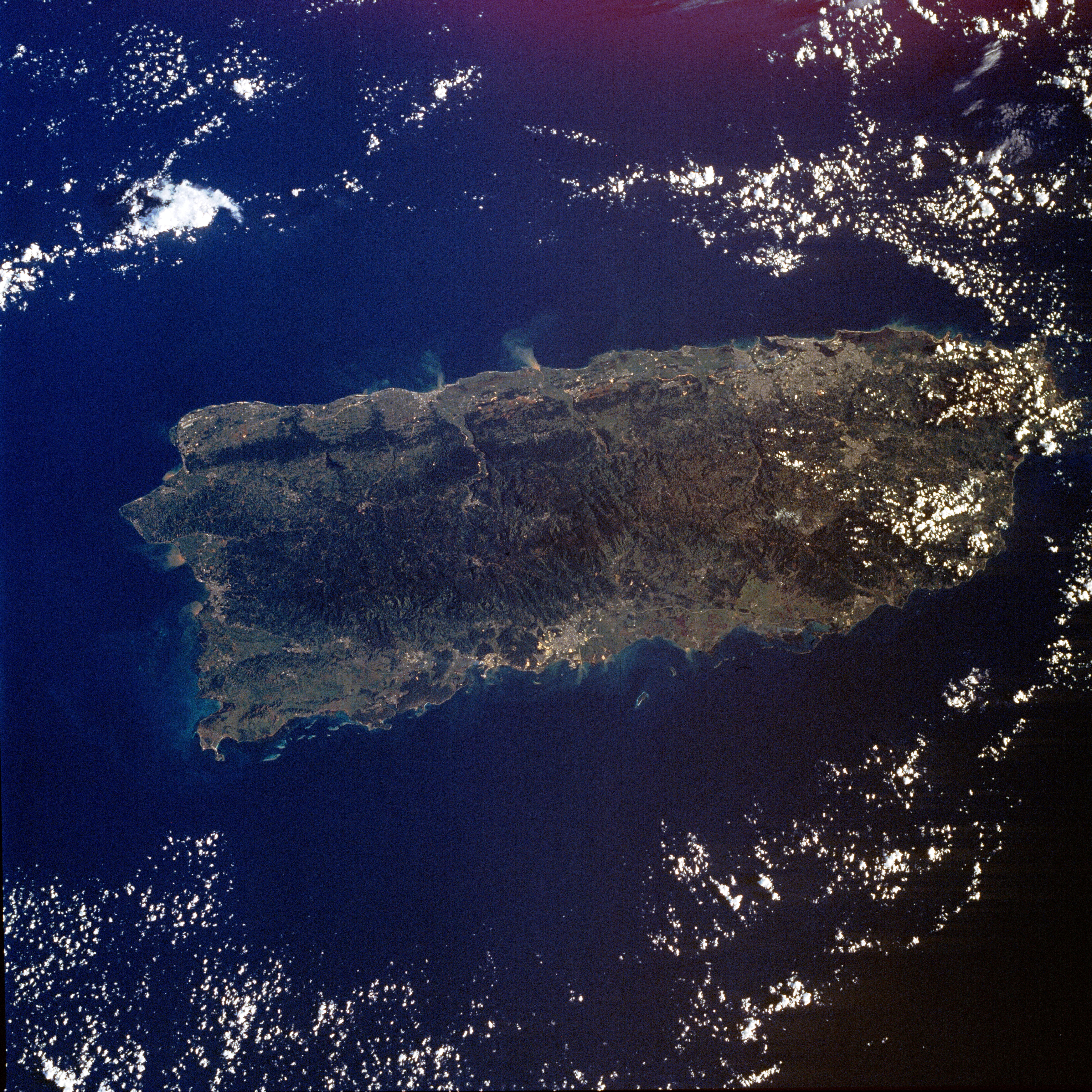
بورتوريكو.

بورتوريكو أو ميناء الأغنياء هو إقليم من الجزر تابع للولايات المتحدة، اسمه الرسمي كومنولث بورتوريكو أو دولة بورتوريكو الحرة المرتبطة. يقع في شمال شرق البحر الكاريبي، شرق جمهورية الدومينيكان وغرب كلا من جزر فيرجن التابعة للولايات المتحدة وجزر فيرجن البريطانية. ويتألف من أرخبيل يشمل جزيرة بورتوريكو الرئيسية وعدد من الجزر الصغيرة، أكبرها هي فيكويس، وكوليبرا، ومونا. جزيرة بورتوريكو الرئيسية هي أصغر جزر الأنتيل الكبرى من حيث المساحة. وتحتل المرتبة الثالثة من حيت عدد السكان بين هذه المجموعة من الجزر الأربع، التي تشمل كوبا، وهيسبانيولا، وجامايكا.
بدأ تاريخ بورتوريكو مع استيطان شعب الأوستونويد في أرخبيل بورتوريكو ما بين عامي 3000 و2000 قبل الميلاد، هذا وقد سكن الجزيرة بعض القبائل الأخرى مثل قبائل أراواك وسالادويو الهندية ما بين عام 430 قبل الميلاد وعام 1000 بعد الميلاد. كانت الثقافة الأصلية السائدة وقت وصول كريستوفر كولومبوس إلى العالم الجديد في 1492 هي ثقافة التاينوس التي انتهت في النصف الثانى من القرن السادس عشر بسبب استغلال المستوطنين الإسبان والحرب التي شنوها ضد التاينيين والأمراض التي أحضروها.
كانت بورتوريكو، الواقعة في شمال شرق البحر الكاريبي، مفتاحاً للإمبراطورية الإسبانية منذ الأعوام الأولى لاستكشاف واحتلال العالم الجديد، حيث كانت الجزيرة قاعدة عسكرية مهمة خلال حروب عديدة بين إسبانيا وبعض القوى الأوروبية الآخرى بهدف السيطرة على المنطقة خلال القرن السادس عشر والسابع عشر والثامن عشر. وتُعد بورتوريكو، وهي أصغر جزر الأنتيل الكبري، نقطة انطلاق في المرور ما بين أوروبا إلى كوبا والمكسيك وأمريكا الوسطي والأراضي الشمالية من أمريكا الجنوبية. وطوال فترة القرن التاسع عشر حتى نهاية الحرب الإسبانية الأمريكية كانت بورتوريكو وكوبا آخر مستعمرتين إسبانيتين في العالم الجديد، كانوا بمثابة آخر قاعدتين أماميتين لإسبانيا في استراتيجيتها لاستعادة السيطرة على القارة الأمريكية.
في عام 1898، خلال الحرب الإسبانية الأمريكية، احتُلت بورتوريكو وتحولت لحيازة الولايات المتحدة. تميز النصف الأول من القرن العشرين بالصراع لأجل الحصول على حقوق ديموقراطية أكبر من الولايات المتحدة، حيث أقر قانون فوريكر عام 1900 الحكومة المدنية، وفي1917 صدر قانون جونز الذي منح الجنسية الأمريكية لسكان بورتوريكو ومهد الطريق لصياغة دستور بورتوريكو وإقامة انتخابات ديموقراطية في 1948 وغير وضعها السياسي سنة 1952 لتصبح منطقة معزولة للولايات المتحدة (الكومونولث) حيث لا تزال ترجع سيادتها إلى الكونغرس الأمريكي.

## بورتوريكو ما قبل الاستعمار

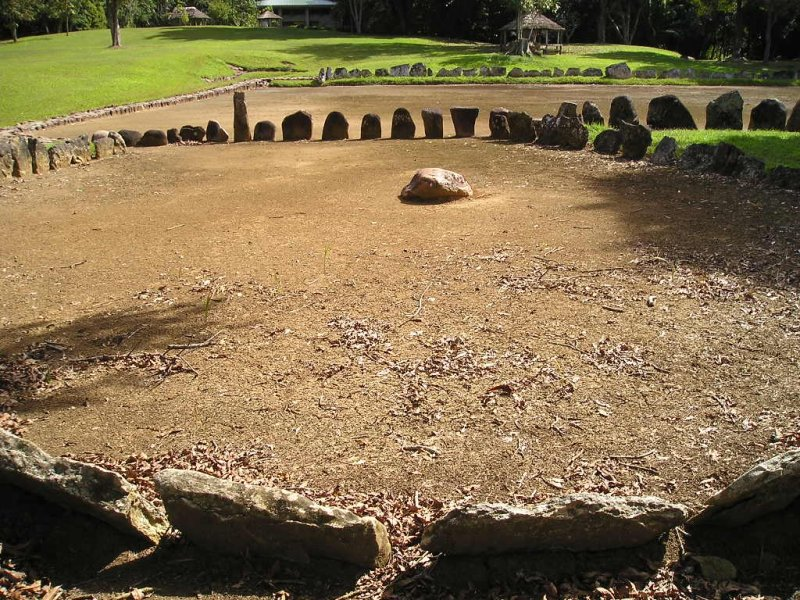
كاجوانا

بدأت إقامة بورتوريكو مع ترسخ ثقافة الأورتورويد الآتية من منطقة أورينوكو بأمريكا الجنوبية، ويشير بعض الاكاديميون إلى أنه تمت هذه الإقامة منذ 4000عام، وقد وجدت بعض الحفريات الأثرية بقايا لما يٌعتقد أنه إنسان اورتورويد (يدعى رجل بورتو فيرو) الذي يرجع تاريخه إلى 2000 قبل الميلاد. وقد تمت إزاحة الأورتورويد عن طريق السالادويد وهي ثقافة آتية من نفس المنطقة وانتقلت إلى الجزيرة ما بين 430 و250 قبل الميلاد، ويُعتقد أن قبائل الأراواك سكنوا الجزيرة ما بين القرن السابع والسادس. وخلال هذا الوقت تطورت الثقافة التاينية وتحولت إلى الثقافة السائدة عام 1000 قبل الميلاد. ويرجع أصل هذه الثقافة إلى شعب سالاديرو في حوض نهر الأورينوكو في فنزويلا، وقد هاجر التاينوس إلى بورتوريكو عابرين جزر الأنتيل الصغري.
ويُقدر عدد سكان الجزيرة لحظة وصول كريستوفر كولومبوس ما بين 3000 و6000 من التاينوس بزعامة شيخ القبيلة اجويبانا. أطلق السكان الأصليين على الجزيرة اسم بوريكين والتي تعني أرض السيد العظيم والشجاع، وقد عاشوا في قري صغيرة تسمى «يوكايكيس» على صيد الحيوانات والأسماك وحصد نبات المنيهوت أو البفرة والفواكه. ومع وصول الإسبان عام 1493 كانت هناك صراعات مع الغزاة الكاريبيين الذين كانوا في طريقهم إلى جزر الأنتيل. كانت السيطرة التاينية تقترب من نهايتها، ومع وصول الإسبان بدأت تتحدد معالم انقراضها. ولكن مع ذلك ما زالت ثقافة التاينوس محفوظة وبقوة في بورتوريكو الحالية متمثلة في بعض الأدوات الموسيقية مثل الشخشيخة والجويروس والأراجيح الشبكية وبعض الكلمات مثل (ماياجويث) و (أريثيبو) وإغوانا.

### الحضارة التاينية
كان الأركايكوس هم أول من سكن جزر الأنتيل وكانوا من البدو ولا يمتلكون نظام سياسي أو عسكري أو ديني. يُعتقد أن الأركايكوس قد وصلوا عن طريق مضيق بيرنج ثم هبطوا إلى شبه جزيرة فلوريدا. من ناحية أخرى يعتقد أن الأرواكوس قد وصلوا من نهر الأورينوكو وقد كانوا من الحضر لذلك عرفوا الزراعة والقوس والسهم. تطورت هذه الحضارات ليكونوا الإنيريس وما قبل التاينوس وأخيرا التاينوس. وفي نهاية المطاف توحد الأركايكوس والاورواكوس ليكونوا ثقافة واحدة.
كانت التاينوس من الحضر، عرفوا الزراعة ولهم نظام اقتصادى يتعمد على مقايضة وتبادل الطعام والاحتياجات الأخرى مع باقى جزر الأنتيل. سميت أنظمتهم السياسية باسم يوكايكيس أو كاثيكاثكو. تكونت هذه الأنظمة أولا من (زعيم القبيلة) وهو الشخصية الأكثر أهمية والقائد الحربى للميليشات التي كانت معدة ومنظمة جيدا نظرا للهجمات المستمرة من قبل الكاريبيين على جزيرة بوريكين التي كانت تسمى بوريكيم عن طريق السكان الأصليين. كان زعيم القبيلة مسئولا أيضا عن حفظ السلام والنظام والعدالة داخل اليكوكايكس بالإضافة إلى التواصل والتجارة مع باقي الكاثيكاثكو. وتوارث زعماء القبائل مناصبهم عن طريق نسب الأم وكانوا ينتمون إلى التاينوس النبلاء. بعد زعيم القبيلة يأتى البوهيكى المسئول عن الشعائر مثل تدخين التبغ والرقص وبعض الأنشطة الأخرى، بالإضافة لذلك كان طبيبا مختصا بالنباتات ومسئول عن صحة السكان، أيضا كان أستاذا للتاريخ في الأريتوس حيث كانت تُحكى قصص الزعماء الشجعان والأعراس والحروب...الخ، وكان ينتمى أيضا إلى التاينوس النبلاء. كان المحاربون يسمون النيتاينوس وكانت وظائفهم عسكرية بامتياز حيث كانوا يحمون ويحفظون السلام داخل اليوكايكيس من تهديدات الكاريبيين الذين كانوا ينتقلون من جزيرة لأخرى محاولين احتلال جزر الأنتيل. أخيرا يأتي النابوريس وهو المجتمع التاينى الذي كان يعيش على الإنتاج الزراعى من أجل تغذية اليوكايكيس وأيضا لممارسة التجارة.

## الاستعمار الإسباني

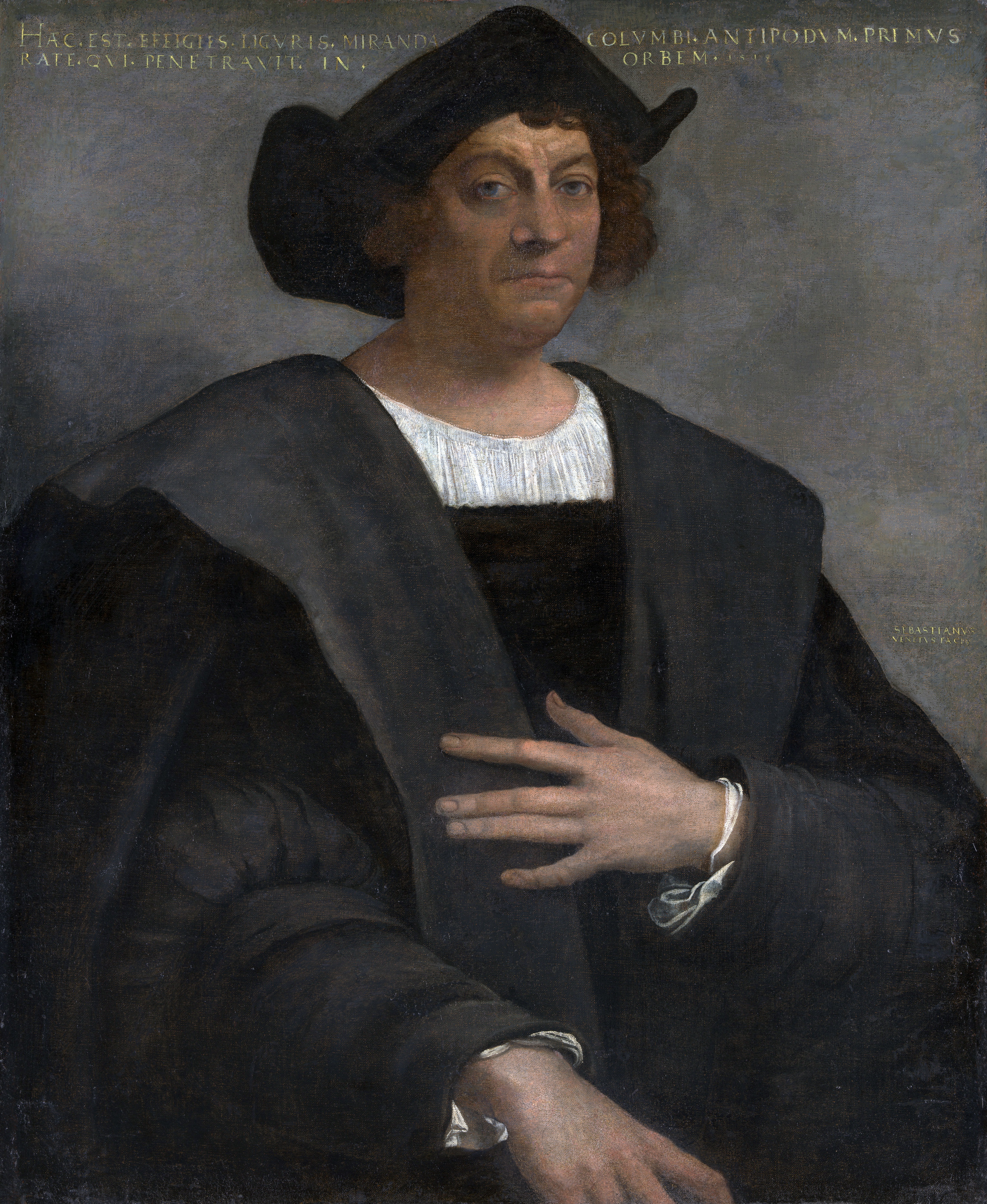
كريستوفر كولومبوس

### وصول الإسبان

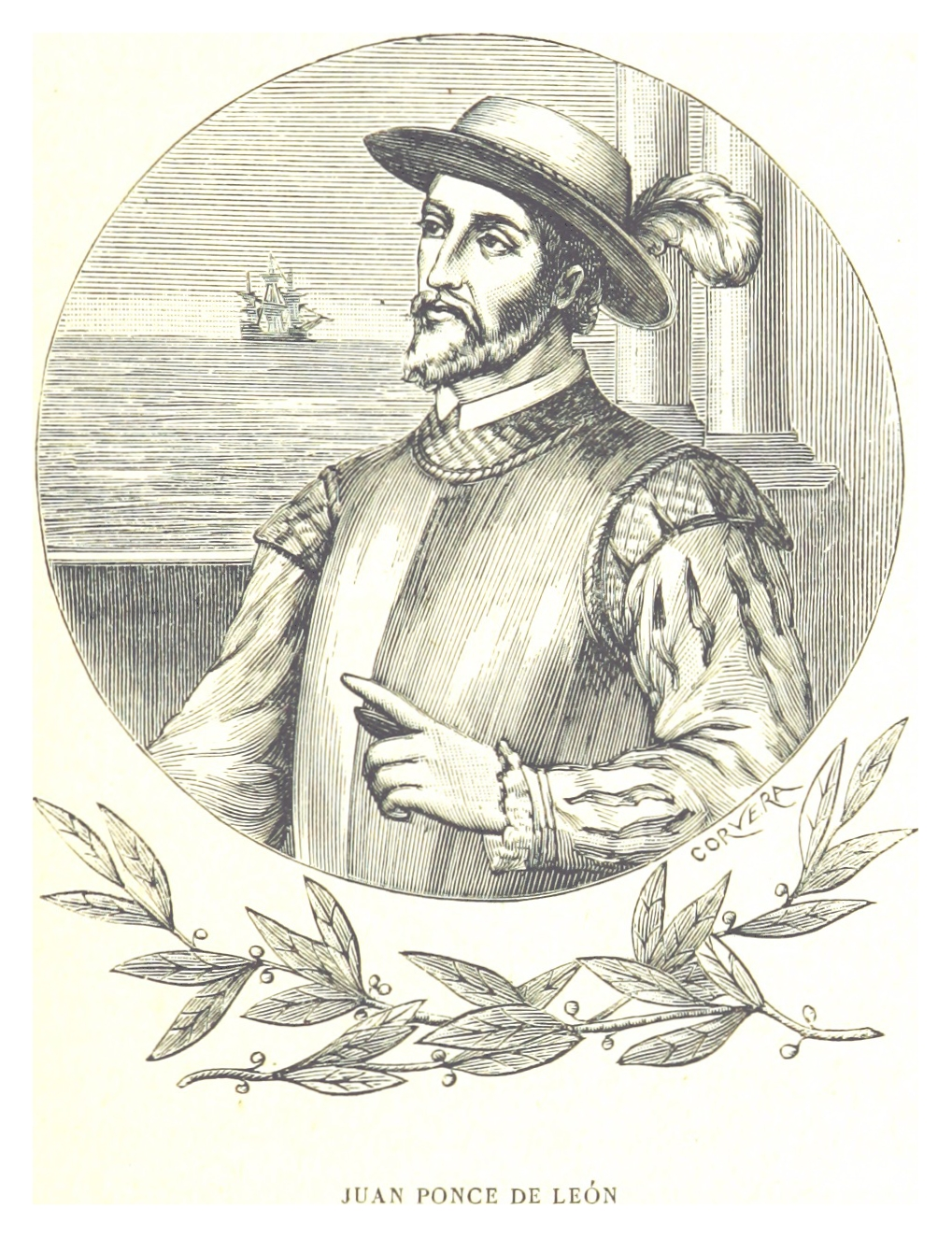
خوان بونثي دي ليون، الحاكم الأول لبورتوريكو. حفيده خوان بونثي دي ليون الثاني كان أول حاكم لبورتوريكو يولد هناك.

في الخامس والعشرين من سبتمبر عام 1493 وصل كريستوفر كولومبوس إلى بحر قادش مع 17 سفينة وطاقم يترواح ما بين 1200 إلى 1500 ليبدأ رحلته الثانية. في هذه الرحلة اكتشف بورتوريكو وأطلق عليها سان خوان باوتيستا تكريما لخوان أمير استورياس (1478-1497) ابن فيرناندو الثانى وايزابيل الأولي، واستولى عليها باسم تاج قشتالة في التاسع عشر من نوفمبر عام 1493 عقب وصوله إلى شاطئ مدينة اجوادا حاليا. تكونت أول مستعمرة كابارا في الثامن من أغسطس عام 1508 عن طريق خوان بونثه دي ليون، وهو ملازم في جيش كولومبوس ولاحقا أصبح الحاكم الأول للجزيرة. في العام التإلى تم التخلي عن المستعمرة لصالح جزيرة أخرى قريبة من الساحل تسمى بورتوريكو ولها ميناء طبيعي. في عام 1511 تأسست مستعمرة ثانية سان جيرمان في جنوب شرق الجزيرة. أخذت الجزيرة خلال عقد العشرينات (1520) اسم بورتوريكو، بينما تحول الميناء إلى سان خوان.
الاستعمار هو تطبيق لنظام التكليف الذي طبقه الإسبان في كل أنحاء العالم الجديد. اتخذ المستوطنون من التاينوس عبيدا لهم وأمدوهم بالحماية العسكرية مقابل العمل المنوط اليهم. في السابع والعشرين من نوفمبر عام 1512، أصدر فيرناندو الثانى قانون بورجوس الذي عدل نظام التكليف وحوله إلى نظام يسمى التوزيع بهدف وضع حد لاستغلال السكان الأصليين. حظر هذا القانون استخدام العقاب بأى طريقة ضد السكان الأصليين منظما ساعات عملهم ورواتبهم وحالتهم الصحية وحملهم على تعلم أصول الدين المسيحى. في عام 1511 تمرد التاينوس ضد الإسبان، حيث قام أوريوان بالعودة إلى خطط أجويبانا وأمر بإغراق الجندى الإسبانى دييجو سالثيدو ليقرروا إذا ما كان الإسبان قابلين للموت أم لا، وظلوا محتفظين بالجثة لمدة 3 أيام بعد إغراقه ليتأكدوا من موته. على الرغم من ذلك تم إخماد الثورة بسهولة عن طريق «بونثه دي ليون» وبعد بضعة عقود هلك السكان بسبب الأمراض والعنف والمعدل العإلى للموت انتحارا.
بهدف بدأ عملية التبشير في الجزيرة، قام البابا خوليو في الثامن من اوغسطس عام 1511 بإنشاء ثلاث اسقفيات أو ابرشيات في العالم الجديد، واحدة منهم بورتوريكو بينما كانت الأخرتين في جزيرة هسبانيولا، وكان هؤلاء الأساقفة تحت إمرة رئيس الأساقفة في إشبيلية، وتم تعيين ألونسو مانسو اسقفا لأبرشية بورتوريكو، وفي السادس والعشرين من سبتمبر عام 1512 وقبل وصوله إلى الجزيرة قام بإنشاء أول مدرسة للتعليم العالى. تولى ألونسو منصبه في 1513 وأصبح أول رجل دين يصل إلى أمريكا، وأيضا أصبحت بورتوريكو أول مركز إكليركى في العالم الجديد خلال فترة البابا ليون العاشر.
في عام 1513 وصل بعض العبيد الأفارقة إلى الجزيرة، وبسبب نقص عدد السكان تم جلب المزيد والمزيد من العبيد إلى الجزيرة. وبالرغم من ذلك كان عدد العبيد في الجزيرة قليلا مقارنة بالجزر المجاورة.
توطدت السيطرة الإسبانية تدريجيا في الجزيرة التي كانت تواجه الكاريبيين. وفي عام 1514 ولاحقا في 1521 قامت قبيلة من قراصنة الكاريبي بمهاجمة المستوطنات الإسبانية بسواحل وأنهار داجاوماكار ومع ذلك تم التصدي لها بسهولة عن طريق القوة العسكرية للإسبان.

### التهديدات الأوروبية
منذ اللحظات الأولى لبدايات الحضور الإسبانى في الجزيرة، انجذبت العديد من القوى الأوربية إلى ثروات العالم الجديد وحاولوا تقليص التأثير الإسبانى في بورتوريكو. تفاوتت النجاحات الأولية لهذه المحاولات المتتابعة، لكن بالرغم من ذلك فشلت كل محاولات السيطرة الدائمة على الجزيرة. في عام 1528، اعترف الفرنسيون بأهميتها الاستراتيجية وقاموا بنهب وحرق شعب سان جيرمان ودمروا العديد من المنشئات الإسبانية مثل جوانيكا وسوتوومايور وداجودا ولويزا قبل أن تجبرهم الميليشيات المحلية على الانسحاب، وكانت المدينة الوحيدة التي لم تصاب بأذى هي العاصمة سان خوان.
عزم الإسبان على الدفاع عن الجزيرة وبدأوا ببناء تحصينات في جزيرة سان خوان. في عام 1532 بدأ بناء التحصينات الأولى بـالحصن بالقرب من مدخل خليج سان خوان. بعد سبع سنوات، بدأت أهمية بناء الدفاعات حول سان خوان ببناء حصن سان فيليبي دي مورو في خليج سان خوان، لاحقا تم بناء حصن سان كريستوبال وحصن سان خيرونيمو بالعائدات. وفي 1587 قام المهندسان خوان دي تيخادا وخوان باوتيسيتا أنتوبيلى بإعادة تصميم حصن سان فيليبى دي مورو. وفي 1580، تم إعادة تنظيم بورتوريكو سياسيا وأصبحت قيادة عامة مما منحها حكما ذاتيا أكبر وردا أسرع على التهديدات العسكرية.

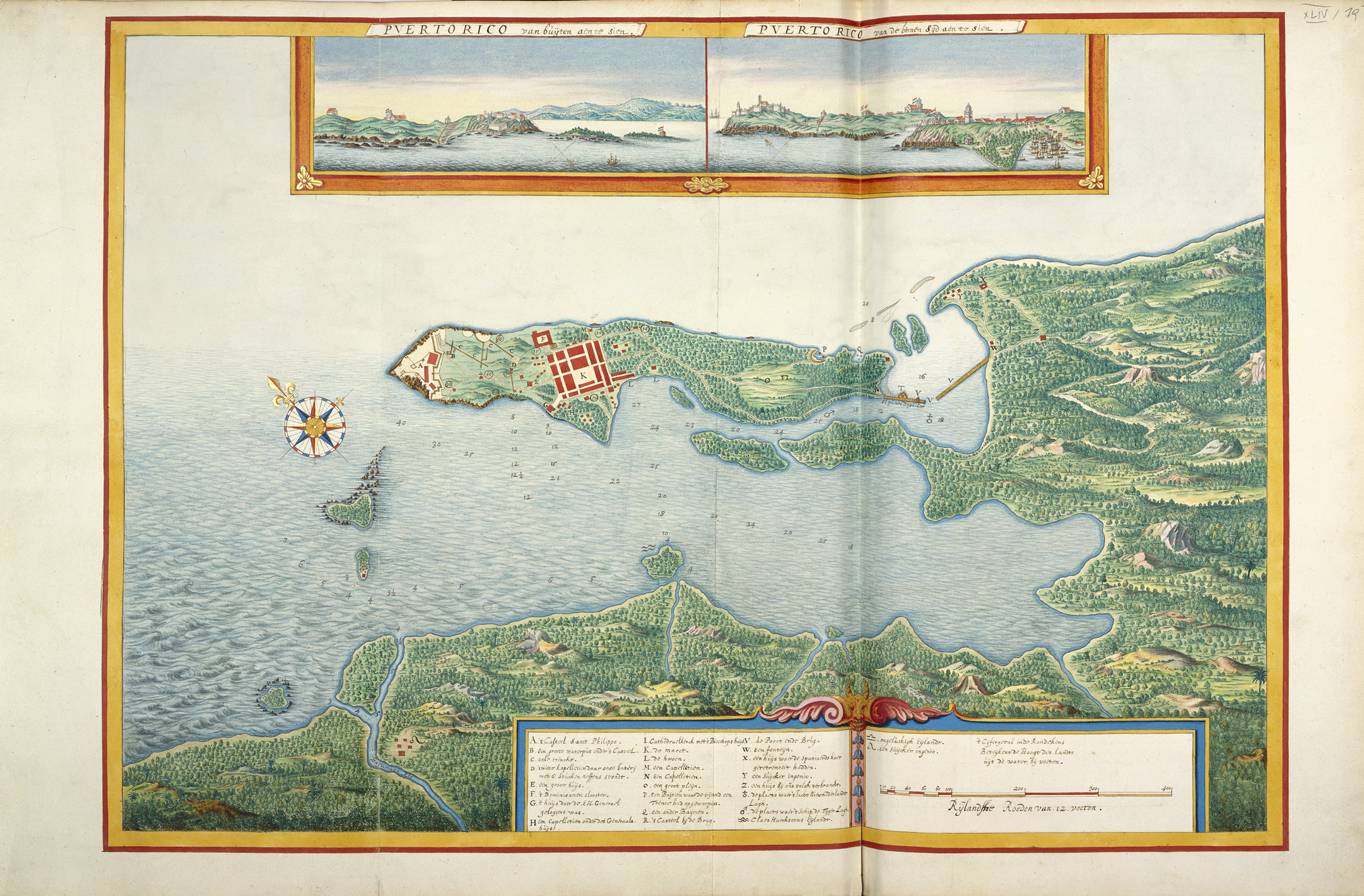
أطلس بلو فان دار هيم. القرن السابع عشر

في الثانى والعشرين من نوفمبر عام 1595 تزعم القرصان البريطانى فرانسيس دريك رحلة استكشافية إلى خليج سان خوان بنية نهب المدينة، وذلك بعد أن طلب 27 سفينة و2500 بحار. كان الهجوم البريطانى غير قادر على هزيمة القوة الإسبانية الموجودة في الميناء. بعد عدة سنوات هاجم الأسطول الملكى بقيادة جورج كليفورد، الكونت الثالث لكومبرلاند، شرق سانتورثى في عام 1598 بقوات تكونت من 21 سفينة. وجد كليفورد مقاومة اسبانية عند محاولة عبور جسر سان أنطونيو، ويقع في منطقة معروفة حاليا باسم لا كوندادا، الذي يؤدى إلى جزيرة سان خوان. لاحقا حاول الهولنديون غزو الجزيرة مما أدى إلى تحصين سان خوان. في عام 1634 قام فيليبى الرابع ملك إسبانيا بتعزيز حصن سان كريستوبال بستة حصون أخرى متصلة بمحيط من الأسوار حول المدينة. في 1702 قام البريطانيون ببعض المناوشات في مدينة أريثيبو في شمال الجزيرة ولكن دون جدوي.
في 1797 أعلن الفرنسيون والإسبان الحرب على الإمبراطورية البريطانية. حاول البريطانيون الاستيلاء على الجزيرة حيث هاجموا سان خوان بسبعة الآف جندى وأسطول مكون من ستة وأربعون سفينة تحت قيادة الجنرال رالف أبيرومبي ولكن استطاع القائد العام دون رامون كاسترو صد هذا الهجوم.
خلال هذه الهجمات المستمرة بدأت تضح العناصر الأساسية لمجتمع بورتوريكو حيث وضح تعداد سكان عام 1765، برئاسة الجنرال أليخاندر أوريلي، أن عدد السكان يقدر بحوإلى 5037 منهم 11.2% من العبيد، وهي نسبة أقل بكثير من المستعمرات الإسبانية الأخري في الكاريبى.
في 1779، شاركت بعض القوي الإسبانية القادمة من بورتوريكو في الثورة الأمريكية بقيادة بيرناردو دي جالبيث مدريد الذي عين لاحقا مارشال للجيش الإسباني في أمريكا الشمالية. شاركت أيضا بعض الميليشيات الإسبانية القادمة من الجزيرة في معركة باناسكولا عاصمة المستعمرة البريطانية فلوريدا، وفي الاستيلاء على مدن باتون روج وسانت لويس وموبيل وقد ساعد جنود بورتوريكو بقيادة الجنرال بوجادا رامون كاسترو في انتصار فيرناندو دي جالبيث ضد الجيش البريطاني المسلح بثلاثة الآف جندى في بيناسكولا.

### القرن التاسع عشر

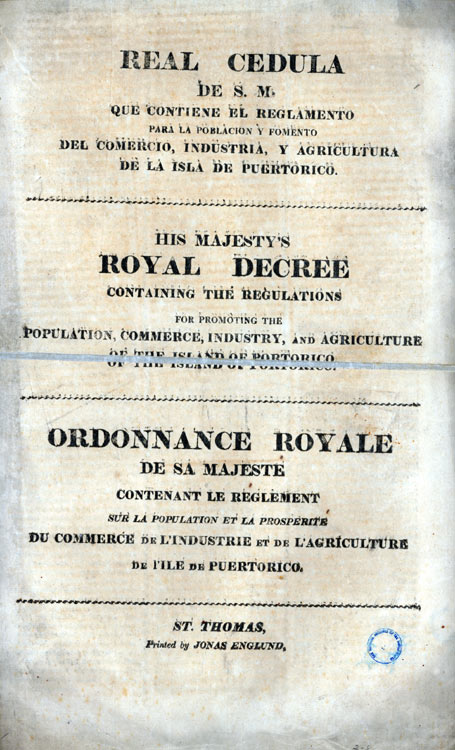
الميثاق الملكي لعام 1814 مما يسمح للأجانب الهجرة إلى بورتوريكو.

يعتبر القرن التاسع عشر فرصة للعديد من التغيرات السياسية والاجتماعية في بورتوريكو. ففي عام 1809 انسحبت الحكومة الإسبانية المعارضة لنابليون إلى قادش في جنوب إسبانيا. ودعا المجلس الأعلى المركزي مجددا ولاءه للملك إلى التصويت لاختيار ممثليه في المستعمرات. في الرابع من مايو عام 1809، أثناء حرب الاستقلال الإسبانية، تم اختيار رامون باور جيرارد من قبل المجالس الخمس في بورتوريكو ليمثل الجزيرة في المجلس الأعلي المركزي الحاكم في المملكة، واتحذ مقعده في الرابع والعشرين من سبتمبر 1810 وظل فيه حتى وفاته في العاشر من يونيو 1813 في قادش. سمي قانون باور خمسة موانئ للتجارة الحرة وهي: فاخادرو وماياجويث وأجواديا كابو رخو وبونثه ودعا لتنفيذ إصلاحات اقتصادية بهدف تطوير نظام اقتصادي أكثر فاعلية.
في 1811 قام حاكم بورتوريكو، سلفادور ميلينديث برونا (1809-1820) بتنظيم حملة كلف فيها القائد العسكرى خوان روسيلو بمهمة احتلال جزيرة بيكيس وبهذا يحمي البلاد من تهديدات الدانماركيين والإنجليز والقراصنة الذين يطوفون حول المنطقة.
في عام 1812 تم اعتماد دستور قادش الذي قسم إسبانيا إلى مقاطعات لكل منها مجلس محلى للعمل على ازدهارها والدفاع عن مصالحها.
| تاريخ بورتوريكو | تتكون الاراضى الاسبانية من شبه الجزيرة بالإضافة إلى ممتلكاتها والجزر المجاورة أراجون واستورياس وقشتالة القديمة وقشتالة الجديدة وكاتالونيا وقرطبة واستريمادورا وجاليثيا وغرناطة وخاين وليون ومولينا ومورسيا ونابارا ومقاطعات اقليم الباسك واشبيلية وفالنسيا وجزر البليار وجزر الكناري وباقى ممتلكاتها في افريقيا. في أمريكا الشمالية، إسبانيا الجديدة وجاليثيا الجديدة وشبه جزيرة يوكاتان وجواتيمالا والمقطاعات الداخلية الغربية وجزيرة كوبا وجزيرتى فلوريدا والجزء الإسباني من سان دومينجو وجزيرة بورتوريكو وباقي الجزر المحيطة بهؤلاء. في أمريكا الجنوبية، غرناطة الجديدة وفنزويلا وبيرو وتشيلي ومقاطعات ريو دي بلاتا والجزر المجاورة في المحيطين الهادئ والاطلنطي، وفي آسيا، جزر الفلبين والجزر التابعة لحكومتها. | تاريخ بورتوريكو |

في المادة الثامنة عشر من هذا الدستور تم الاعترف بهؤلاء الاسبان الذين يرجع أصلهم لمناطق السيطرة الإسبانية في نصفي الكرة الارضية والمقيمين في أي من قري هذه المناطق.
في العاشر من أغسطس 1815 صدر المرسوم الملكي لعام 1815 الذي سمح للأجانب بالبقاء في بورتوريكو (بما فيهم للاجئين الفرنسيين من هسبانيولا) وفتح موانئ التجارة مع بلاد أخري بالإضافة لإسبانيا. كانت هذه بداية النمو الاقتصادي المعتمد على الزراعة مثل السكر والتبغ والقهوة هي المنتجات الرئيسية). أيضا بموجب هذا المرسوم تم منح الأراضي مجانا لمن يقسم بالولاء للتاج الملكي والإخلاص للكنيسة الكاثوليكية الرومانية. هجرت الآف العائلات من جميع أنحاء إسبانيا، خاصة من أستورياس كتالونيا ومايوركا وجاليثيا، إلى بورتوريكو، وايضا من ألمانيا وكورسيكا وأيرلندا وفرنسا والبرتغال وجزر الكناري بسبب الأحوال الاقتصادية الصعبة في هذه الفترة في أوروبا وكان أشد ما جذبهم هو توفير الأراضي لهم. وبالرغم من هذا، دامت هذه الحقوق والخطوات القليلة نحو الحكم الذاتى لمدة قصيرة، فبعد سقوط نابليون عاد الحكم المطلق من جديد في إسبانيا وتم إلغاء العمل بدستور قادش وعادت بروتوريكو إلى حالتها القديمة كمستعمرة خاضعة للحكم المطلق لملك إسبانيا.
أدى اندماج المهاجرى ن في ثقافة بورتوريكو إلى حدوث تغيرات اجتماعية في البلاد. ففي الخامس والعشرين من يونية عام 1835 ألغت الملكة ماريا كريستينا دي بوربون تجارة العبيد مع المستعمرات الإسبانية. وفي 1851 أسس الحاكم خوان دي لا برويلا كابايوس الأكاديمية الملكية للآداب الجميلة "la real academia de bellas artes". قامت الاكاديمية بتدريب المعلمين على أساليب الصيغة الأولية ودعمت الإبداع الادبي الذي على التقدم الأدبي والفكري للجزيرة. في عام 1858، تم إدخال التلغراف إلى الجزيرة بمساعدة صموئيل موريس والذي عمل على إنشاء خط في مدينة أرويو بمنطقة هاثيندا لا إنريكيتا.

#### الأيرلنديون
في الفترة ما بين القرنين السادس والتاسع، كانت هناك حركة هجرة ضخمه من الأيرلنديين إلى بورتوريكو للعديد من الاسباب. ففي القرن السادس عشر هرب الكثير من الأيرلنديين المعروفين آنذاك بالأورالبري من الجيش الإنجليزى وانضموا للجيش الإسباني، وكان بعضهم متمركزا في بورتوريكو وظلوا هناك بعدما أنهوا خدمتهم العسكرية. أثناء القرن الثامن عشر، تم إرسال بعض الرجال مثل الفريق اليخاندروا اوريلى والكولونيل توماس اودإلى إلى بورتوريكو بهدف تجديد التحصينات في العاصمة، فيما بعد أصبح أوريلي حاكما لمستعمرة لويزيانا عام 1769 حيث عرف باسم أوريلى الدموي.
لعبت عائلة كول دورا هاما في تشكيل السياسة والأدب في بورتوريكو، حيث كان الدكتور كايتانو كول مؤرخا وكاتبا وأبا لعائله بارزه في بورتوريكو ضمت معلمين وسياسيين وكتابا. كان أبنائه الاثنين سياسيين، خوسيه كول كوتشي حزب بروتوريكو القومي وكايتانو كول كوتشى كان رئيسا لمجلس النواب. حفيدته ايزابيل كول كوتشى كانت صحفيه ومؤلفه ومديرة جمعية كتاب بورتوريكو، حفيدته الأخري إدنا كول كانت معلمة ومؤلفة وواحدة من مؤسسي أكاديمية الآداب الجميله في بورتوريكو.
ومن بين أفراد عائلة أونيل، الذين لا تزال إسهاماتهم في ثقافة بورتوريكو واضحة إلى الآن، هيكتور أويل العمدة والسياسي وشقيق ماريا أونيل المعلمة والكاتبة والمدافعة عن حقوق المرأة والفنانة والأستاذة الجامعية ماريا دي ماتر اونيل.

### الصراع من أجل الاستقلال

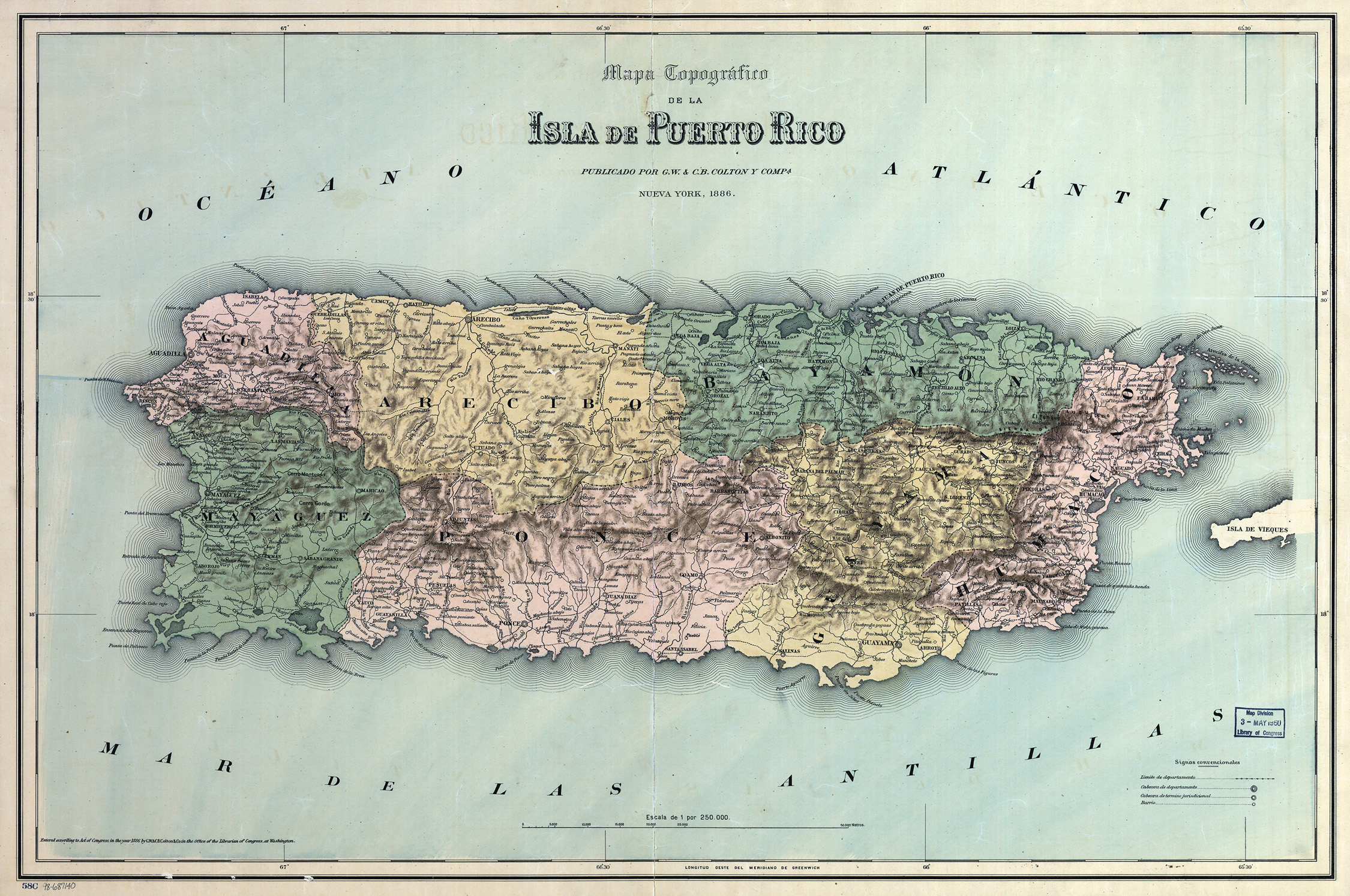
التقسيمات الإدارية. 1886

اتسم النصف الثانى من القرن التاسع عشر بالصراع من اجل الاستقلال في بورتوريكو. وصل عدد السكان إلى 58338 نسمة وفقا لتعداد عام 1860 بينهم 300406 (51.5%) من الاوربيين و282775(48.5) من الملونين (العبيد الافارقة والسمر والهجناء)، و%83.7 من الشعب كانو أميين وفقراء. بينما كانت الزراعة، المصدر الاساسي للدخل في الجزيرة، تعانى من نقص في البيئة التحتيه للمواصلات والادوات المناسبة والمعدات، بالإضافة إلى الكوارث الطبيعيه كالفيضانات والأعاصير. أيضا عانى الاقتصاد من التكاليف العالمية والضرائب المفروضة من قبل التاج الملكى الإسباني، وكانت إسبانيا تنفي أو تسجن كل من يبحث عن الإصلاحات اليبرالية.
في الثالث والعشرين من سبتمبر عام 1868 قام المئات من رجال ونساء مدينة لاريس الفقراء والمعزولين سياسيا عن إسبانيا بعد الثورة بالمطالبة باستقلال بورتوريكو. نظمت انتفاضة لاريس (صرخة لاريس) عن طريق جماعة بزعامة دكتور رامون امتريو بيتانثيس المنفي من جمهورية الدومينيكان وسيجوندو رويز بيلبيز. في يناير 1868 أسس الدكتور بيتانثيس اللجنة الثورية لبورتوريكو، وكان من أهم رموز الثورة مانويل روخاس وماتياس بورفمان وماريانا براثيتى وفرانشيسكو راميريز ميدينا ولولا مروديجيز دى تثوا. مع ذلك وبالرغم من اهمية هذه الثورة، الا ان الإسبان قد عادوا سريعا للسيطرة على الجزيرة.
بعد انتفاضة لاريس، بدأت عملية الإصلاح السياسي والاجتماعي خلال نهاية القرن التاسع عشر. ففي الرابع من يونيه عام 1870، تم إصدار قانون موريث بعد مجهودات رومان بالدوريوتى دى كاسترو ولويس باريال وخوليو بيثكاراندو الذي أعطى الحرية للعبيد المولودين بعد 17 سبتمبر 1868 أوتعدى عمرهم ال 60 عاما. وفي الثاني والعشرين من مارس عام 1873 قامت الجمعية الوطنية الإسبانية رسميا بإلغاء العبودية مع بعض الشروط.
في 1870 تكونت المنظمات السياسية الأولى في الجزيرة ونتج عنها قسمين، المحافظين الذين تجمعوا في الحزب الليبرإلى المحافظ برئاسة خوسيه اوبارى بابلو فيرنانديز وفرانثيسكو باولا أكونيا، مدافعين عن الاندماج أو الانصهار في النظام السياسي الإسباني. في الناحية الأخرى، تظهر الاستقلالية التي يدعو لها الحزب الإصلاحي الليبرالي برئاسة رومان بالدوريونى دى كاسترو وخوسيه خويان أكوستا ونيكولاس أجوايو وبيدرو خيرونيمو جويكو الذي يدافع عن السياسية اللامركزية لإسبانيا. فيما بعد، غير الحزبان أسمائهم إلى الحزب الإسباني اللا مشروط والحزب الفيدرالي الإصلاحي. في مارس 1887 تمت إعادة تشكيل الحزب الفيدرالي الإصلاحي وتحول إلى حزب بورتوريكو المستقل، حيث حاول خلق هوية سياسية وشرعية لبوريتوريكو، وكان برئاسة رومان جالدوريوني دي كاسترو وخوسيه ثيلسو باربوسا وأروسيندو ماتينتو ثينترون ولويس مونيوث ريفيرا.

## ميثاق الاستقلال 1892
ميثاق استقلال بورتوريكو هو مرسوم ملكي وقعته ماريا كريستينا هابسبورج في 24 نوفمير 1897 بموجب وصايتها على ابنها ألفونسو الثالث عشر ملك إسبانيا ورئيس الوزراء براخسيدس ماتيو ساغستا.
ينظم الميثاق إدارة وحكومة جزيرة بورتوريكو التي تتكون حكومتها من برلمان خاص بالجزيرة منقسما إلى غرفتين، وحاكم عام ممثلا عن العاصمة ويمثل السلطة العليا.
يتكون تمثيل الجزيرة من قسمين متساويين في القوي: مجلس النواب بنسبة واحد من كل 25000 من السكان ومجلس الإدارة المكون من 15 فردا.
| تاريخ بورتوريكو | يتطلب اختيار الممثلين أن يكون إسبانيا مدنيا بالغا يتمتع بكامل حقوقه المدنية مولودا في جزيرة بورتوريكو أو مضى على إقامته فيها أربع سنوات ولم تتم محاكمته جنائيا | تاريخ بورتوريكو |

تمتلك هذه الغرف الحق في الموافقة على النقاط الغير خاصة والمتعلقة بمحاكم المملكة أوالحكومة المركزية. ولهم الحق في البت في الحكم على القضايا والمواد المتعلقة بوزراءالعدل والداخلية والمالية والتنمية في الأعمال العامة والتعليم والزراعة. 
| تاريخ بورتوريكو | ...لهم الحق أيضا في معرفة كل ما يتعلق بالقضايا ذات الطابع المحلي التي تؤثر بشكل رئيسى على الأراضي الاستعمارية، و في هذا الاطار يكون لهم الحق في استجواب المنظمات الإدارية، وحول التقسيم الاقليمي والمقاطعات والبلديات، وحول الصحة البحرية والبرية وحول الإئتمان العام والبنوك والنظام المصرفي. | تاريخ بورتوريكو |

للبرلمان أيضا الحق في تشكيل الموازنة المحلية سواء المصروفات أو الإيرادات، أيضا ميزانية المصروفات الضرورية لتغطية الجزء الخاص بالجزيرة في الموازنة العامة. كما أنه مختص بفرض الرسوم الجمركية والضرائب على البضائع سواء عند استيرادها للجزيرة أو تصديرها.
| تاريخ بورتوريكو | ... المفاوضات الخاصة باتفاقيات التجارة التي لها تأثير على جزيرة بورتوريكو إما نتيجة لمبادرة من حكومة الجزيرة أو من الحكومة المركزية، تتم دائما عن طريق البرلمان بمساعدة مفاوضين مختصين يتم تعيينهم عن طريق الحكومة الاستعمارية، ويتم تدوينها عند موافقتها لما هو متفق عليها بعد عرضها على محاكم المملكة. وعند الموافقة على هذه الإتفاقيات يتم نشرها كقوانين للمملكة ويتم العمل بها داخل الأراضي المستعمرة. | تاريخ بورتوريكو |

## الحرب الإسبانية الأمريكيةوحكومة الولايات المتحدة الناتجة عنها

علم الولايات المتحدة الأمريكية المكون من 45 نجمة والمستخدم خلال غزو بورتوريكو، وكان ايضا علم بورتوريكو في الفترة ما بين 1899 وعام 1908.

بعد التصديق على معاهدة باريس 1898، أصبحت بورتوريكو تحت الحكم العسكري للولايات المتحدة. هذا الوضع صاحبه تغيرات مهمة، فتم تغيير اسم الجزيرة إلى PORTO RICO، والذي تم تغييره إلى Puerto Rico من جديد عام 1932، كما تم تغيير العملة من البيزو إلى الدولار الامريكي.
عندما أسس خوسيه مارتي الحزب الثوري الكوبي، كان من ضمن أهدافه تدعيم ومساعدة استقلال بورتوريكو عن السيطرة الإسبانية. ظلت الحركة الاستقلالية مستمرة حتى بعد تشكيل السياسة المحلية وما زال حزب استقلال بورتوريكو يحتل مكانه في سياسة بورتوريكو، حيث يمثل حوالي 4% من الناخبين.

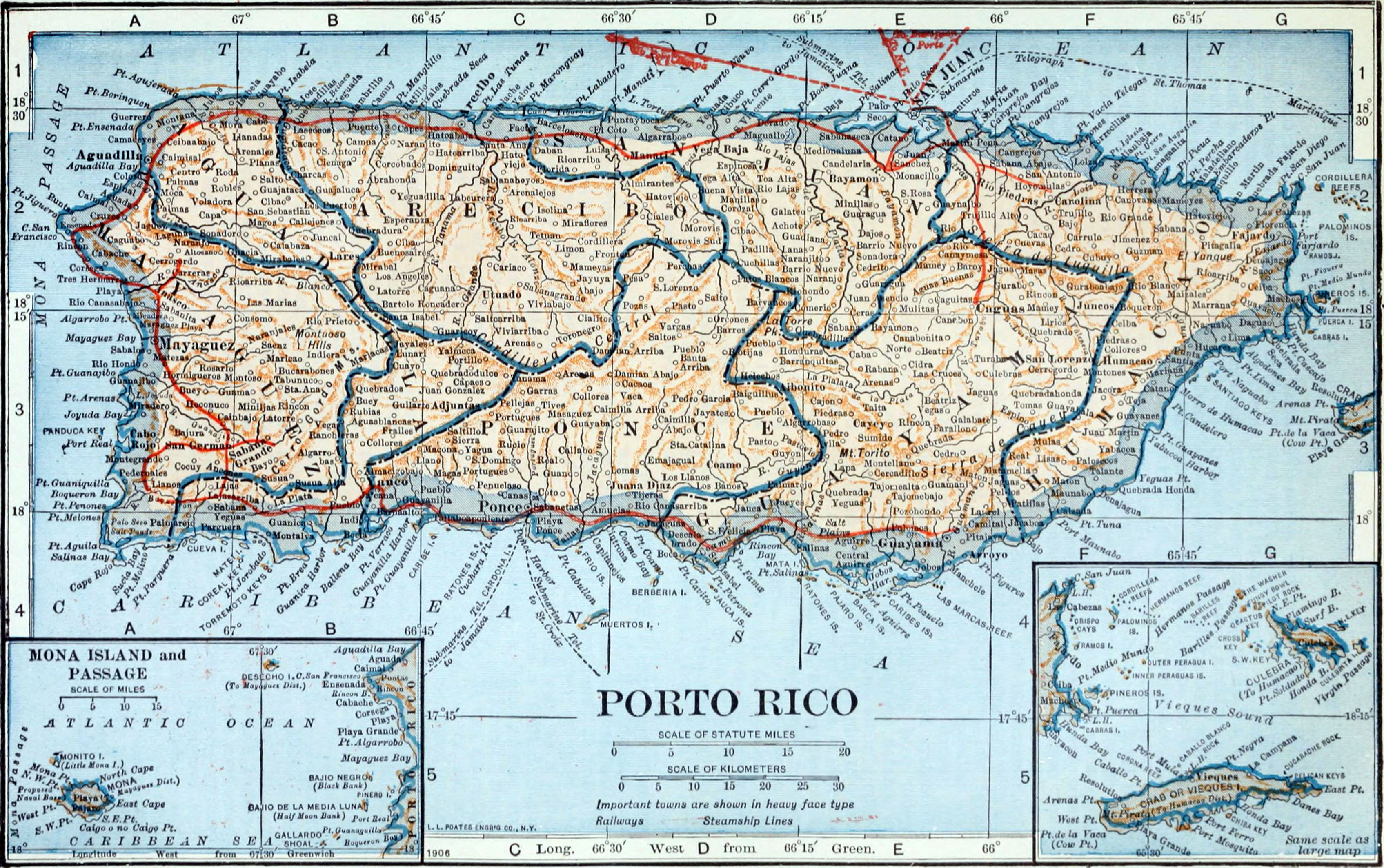
خريطة جزيرة كويار 1921.

في 1948 فاز لويس مونيوث مارين بأول انتخابات ديموقراطية في تاريخ بورتوريكو بفضل القانون الفيديرالي الذي سمح للأقاليم باختيار الحاكم، وفي 1952 ساعد بورتوريكو على تغيير اسمها إلى الكومونلوث، منطقة معزولة للولايات المتحدة. وعلى الرغم من أن القوانين في بورتوريكو على نفس نسق القوانين في الولايات المتحدة، فإن بورتوريكو لها منتخبها الأوليمبي الخاص. وتعد المكانة السياسية الأعلى في بورتوريكو هي الحاكم الذي يخضع بدوره لرئيس الولايات المتحدة.
في الثلاثين من أكتوبر 1950، قام القوميون بانتفاضة خابويا (صرخة خابويا)، وهي انتفاضة ضد حكومة الولايات المتحدة في بورتوريكو وقامت في مناطق مختلفة في بورتوريكو أهمها خايويا. فرضت الولايات المتحدة الأمريكية الأحكام العرفية في بورتوريكو وأرسلت عناصر من الحرس الوطني إلى خايويا، وتعرض شعب خايويا للهجوم الجوي عن طريق الطائرات القاذفة والبري عن طريق المدفعية. وعلى الرغم من تدمير جزء من الشعب، تم منع انتشار أخبار هذا العمل العسكري خارج بورتوريكو. وتم اعتقال القادة الرئيسيين للحزب القومي من بينهم بيدرو البيزو كامبوس وبلانكا كانلاليس وتم الحكم عليهم بفترات طويلة من السجن.
يرى الكثيرون أن بورتوريكو، بعد أن أصبحت من دول الكومونولث من قبل لجنة دستورية وتم التصديق عليها كحكومة عام 1952، أنها مستعمرة. ومازال الجدال السياسي دائرا، فبعد 50 عاما من إعلانها كومونولث، ما زال من أهم الخيارات الموجودة لتحديد وضعها الدائم أما الاستقلال التام أو منطقة كومونولث مع سيادة أعلى أو الانضمام الكامل للولايات المتحدة. وتقرر عمل أربع استفتاءات شعبية منذ إعلان الكومنولث في 1976 و1993 و1998 و2012 ولكن لم تقرها الولايات المتحدة وكانت فقط مقياس لمدى شعبية كل خيار دون أي إلزام حقيقى للحكومة الفيدرالية. في الثلاثة استفتاءات الأولى رجحت كفة اختيار الكومنولث، أما في الأخير فاز اختيار إعلان الدولة مع الأخذ في الاعتبار أنه سيتم تنفيذه بطريقة مختلفة.
في عام 2003 اقترحت الحاكمة سيلا كالديرون في خطاب الخامس والعشرون من يوليه إنشاء لجنة دستورية كوسيلة لإيجاد حل للوضع السياسى بعد 2004. وحاليا في بورتوريكو تتزايد المطالبات بتحويلها إلى منطقة كومنولث ذات سيادة عليا، وقد صرحت الحكومة الأميريكية في بيان صادر عن البيت الأبيض أن ما يسمى بمناطق الكومونولث هي مستعمرات.
في مارس 2003، تركت قوات البحرية الأميريكية بلدية جزيرة بيكيس حيث كانت القاعدة العسكرية هناك لأكثر من 60 عام بعد وفاة أحد المدنيين في 1999 بسبب قنبلة خاطئة في موقع مراقبة بمحيط القاعدة العسكرية. تسببت هذه الحادثة في تظاهر أكثر من 20000 من المدنيين في صيف عام 2000 ضد وجود القاعدة العسكرية وطالبوا برحيل القوات من جزيرة بيكيس، بينما تم إنشاء معسكرات عصيان مدنى في مناطق القاعدة العسكرية وتضمنت تلك المعسكرات وجود حزب استقلال بورتوريكو والكنيسة الكاثوليكية ومجموعات آخرى بنية التحدى المباشر للقوات البحرية الأميريكية. في نوفمبر 2004 أقيمت الانتخابات العامة حيث كان انيبال أسيبادو بيلا من الحزب الشعبى الديموقراطي هو الفائز. وفي نوفمبر 2008، أقيمت الانتخابات العامة مرة أخرى وكان الفائز هو لويس فوتونيو من الحزب التقدمي الجديد.
في الثالث والعشرين من سبتمبر عام 2005، في ذكري مرور 138 عام على انتفاضة لاريس حدث تدخل فيدرالي في بلدية أورمييجيروس حيث أكتشفت السلطات الفيدرالية موقع اختباء القيادي الاستقلالي الهارب فيلبيرتو أوديخا ريوس، وأثناء هذا الاقتحام حدث تبادل لإطلاق النار بين أوديخا والضباط الفيدراليين مما أدى إلى موته في النهاية ولم يتم معرفة سوى القليل عن هذا الحادث. وقد نتج عن هذا قيام الاستقلاليين بالتظاهرات وتوجيه الاتهامات لما أطلقوا عليه الاغتيال السياسى. جدير بالذكر أن أوديخا كان رئيسا لمنظمة مُراقبة من قبل الولايات المتحدة وتمت إدانتها بالقيام بأعمال إجرامية.